# Valladolises y Lo Jurado
Valladolises y Lo Jurado es una pedanía perteneciente al municipio de Murcia, en la Región de Murcia, España.  Cuenta con una población de 683 habitantes (INE 2016). Se encuentra a unos 26 km de Murcia y a 5 km de Fuente Álamo de Murcia. Se sitúa a altitud media de 162 metros sobre el nivel del mar, en la comarca natural del Campo de Cartagena
Al formar parte del municipio de Murcia, existen propuestas que lo incluyen en la comarca de la Huerta de Murcia o en el área metropolitana de Murcia. Es en esta área donde se emplaza el nuevo Aeropuerto Internacional de la Región de Murcia.

## Geografía
Limita:
- al norte: con las pedanías de Baños y Mendigo y Corvera
- al oeste y al sur: con el municipio de Fuente Álamo de Murcia
- al este: con la pedanía de Los Martínez del Puerto y el municipio de Torre-Pacheco

## Demografía
Valladolises y Lo Jurado es una entidad colectiva de población. Esto quiere decir que su territorio está dividido en varias entidades singulares de población, que son Lo Jurado, Valladolises, Los Bastidas y Cabecico del Rey. No obstante, todas estas entidades son exclusivamente de población diseminada, sin tener ningún núcleo de población, excepto Valladolises, cuyo núcleo cuenta con 466 habitantes (2016)

## Historia
El topónimo Valladolises probablemente haga referencia a que muchos de los repobladores que llegaron en el siglo XIII de la Corona de Castilla eran originarios de la ciudad de Valladolid.